# جيمس سويني
جيمس سويني (بالإنجليزية: James Sweeney)‏ هو مصور سينمائي ومونتير أمريكي، ولد في 1901 في إلينوي في الولايات المتحدة، وتوفي في 1957 في الولايات المتحدة.

## وصلات خارجية
- جيمس سويني على موقع IMDb (الإنجليزية)
- جيمس سويني على موقع ألو سيني (الفرنسية)
- جيمس سويني على موقع أول موفي (الإنجليزية)
- جيمس سويني على موقع قاعدة بيانات الأفلام السويدية (السويدية)
- جيمس سويني على موقع قاعدة بيانات الفيلم (الإنجليزية)
- جيمس سويني على موقع كينوبويسك (الروسية)